# 77. Sinfonie (Haydn)
Die Sinfonie B-Dur Hoboken-Verzeichnis I:77 komponierte Joseph Haydn vermutlich im Jahr 1782 während seiner Anstellung als Kapellmeister beim Fürsten Nikolaus I. Esterházy.

## Allgemeines

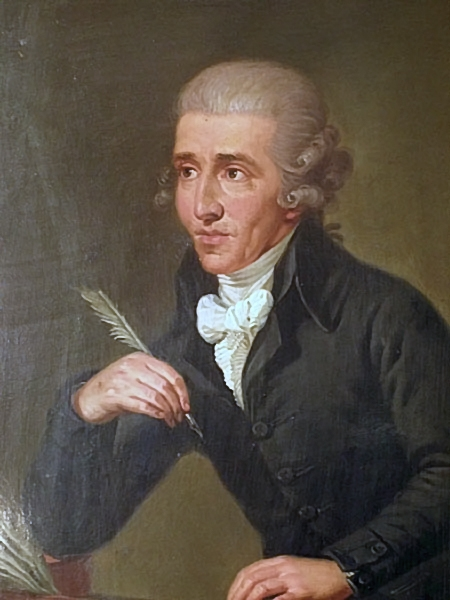
Joseph Haydn (Gemälde von Ludwig Guttenbrunn, um 1770)

Die Sinfonie Nr. 77 wird innerhalb der Dreiergruppe Nr. 76 bis 78 von mehreren Autoren als besonders gelungen hervorgehoben. Zur Entstehungsgeschichte siehe bei der Sinfonie Nr. 76.

## Zur Musik
Besetzung:  Querflöte, zwei Oboen, zwei Fagotte, zwei Hörner, zwei Violinen, Viola, Cello, Kontrabass. Über die Beteiligung eines Cembalo-Continuos in Haydns Sinfonien bestehen unterschiedliche Auffassungen.
Aufführungszeit: ca. 20 bis 25 Minuten (je nach Einhalten der vorgeschriebenen Wiederholungen).
Bei den hier benutzten Begriffen der Sonatensatzform ist zu berücksichtigen, dass dieses Schema in der ersten Hälfte des 19. Jahrhunderts entworfen wurde (siehe dort) und von daher nur mit Einschränkungen auf die Sinfonie Nr. 77 übertragen werden kann. – Die hier vorgenommene Beschreibung und Gliederung der Sätze ist als Vorschlag zu verstehen. Je nach Standpunkt sind auch andere Abgrenzungen und Deutungen möglich.

### Erster Satz: Vivace
B-Dur, 2/2-Takte (alla breve), 217 Takte

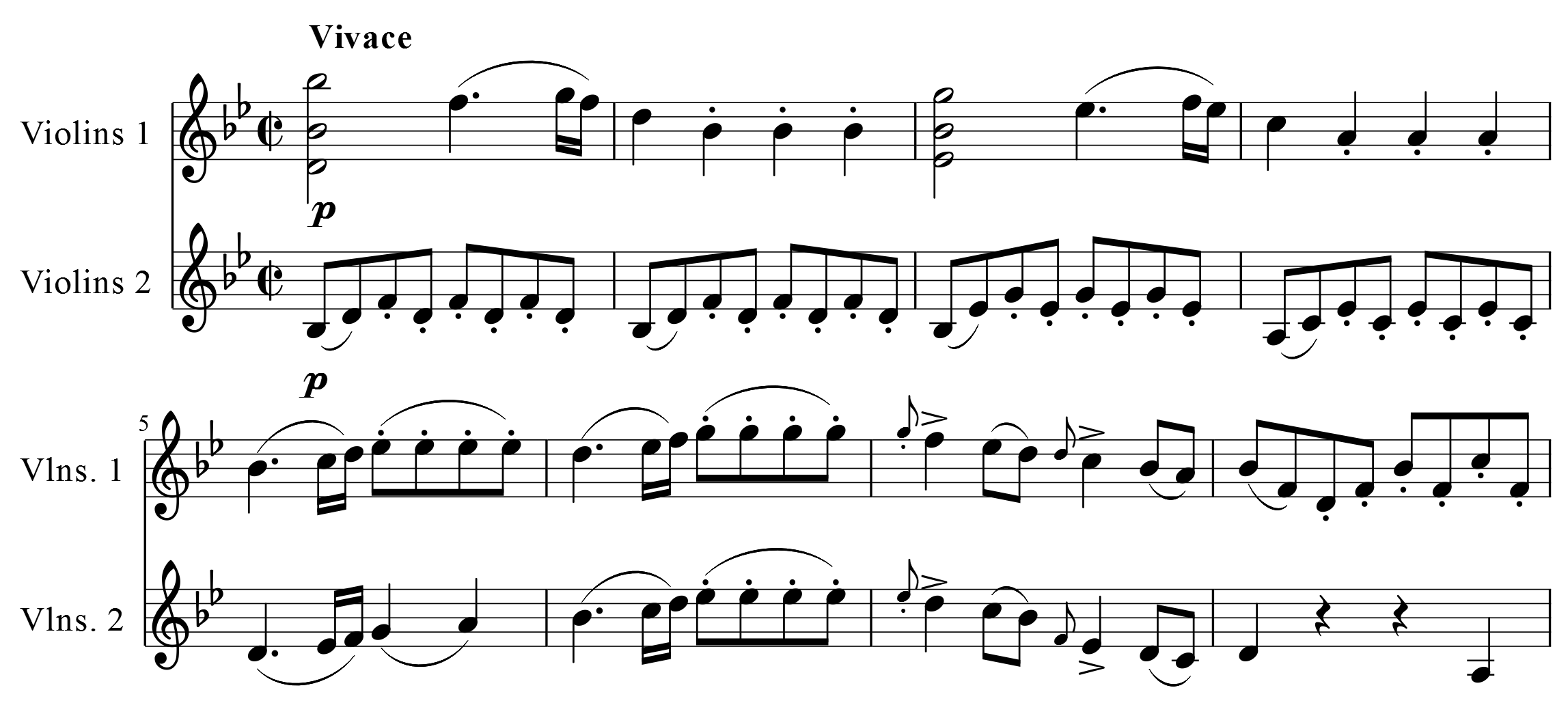
Beginn des Vivace

Die Sinfonie eröffnet mit dem ersten Thema (Takt 1 bis 12), „graziös und doch selbstsicher“, das zunächst piano mit Stimmführung in den Violinen vorgestellt wird. Es besteht aus verschiedenen Motiven (bzw. Phrasen):
- Motiv 1: stimmführende 1. Violine: gebrochener B-Dur – Akkord abwärts aus Akkordschlag, punktiertem Rhythmus und dreifacher Tonrepetition in Vierteln (Takt 1 bis 4), begleitende 2. Violine: durchlaufende Achtelbewegung aus gebrochenen Akkorden.
- Motiv 2: aufsteigende Floskel im punktierten Rhythmus, vierfache Tonrepetition in Achteln (Takt 5 und 6),
- Motiv 3: Wechsel von schließender Wendung (anfangs mit Akzenten) und Pendelfigur in Achteln aus gebrochenem B-Dur – Akkord (Takt 7 bis 11). Die Pendelfigur kann man als Variante der Begleitung der 2. Violine aus Motiv 1 interpretieren.[6]

Ab Takt 12 wird das Thema vom ganzen Orchester forte wiederholt (die Pendelfigur unisono). Die anschließende Forte-Passage bringt drei neue Motive: Motiv 4 im Rhythmus aus halber Note und zwei Vierteln sowie Schlusswendung aus fallender Linie mit Akzent (erinnert an Motiv 3), die Begleitbewegung in durchlaufenden Achteln erinnert an die Pendelfigur (Takt 22 bis 28). Motiv 5 besteht aus gebrochenen Akkorden in gleichmäßigen Staccato-Vierteln (Takt 29 bis 34). Eine Variante von Motiv 4 führt ab Takt 35 zur Doppeldominante C-Dur, wobei am Ende die Bassfigur in Achteln auffällt (Motiv 6, je nach Standpunkt aus der Pendelfigur ableitbar).
Auf die Generalpause mit Fermate folgt in Takt 40 das einprägsame zweite Thema (Dominante F-Dur), „leicht und zierlich, aber mit einem Anflug von Nachdenklichkeit“. Es ist symmetrisch aus zwei viertaktigen Hälften aufgebaut, wobei die Pausenunterbrechungen eine Gliederung in Zweitakter bewirken. Das zweite Thema ist durch denselben „rhythmischen Grundimpuls“ vom ersten Thema abgeleitet: Der Anfangsakkord des ersten Themas ist ausgelassen, der punktierte Rhythmus durch Verdopplung der Notenwerte vergrößert und die Tonrepetition von drei auf zwei reduziert. Das Thema wird zunächst von Streichern und Fagott vorgetragen, dann mit der Flöte anstelle des Fagotts wiederholt. Die im Forte gehaltene Schlussgruppe (F-Dur) ab Takt 56 beginnt als aufsteigender F-Dur-Dreiklang mit der von der Pendelfigur abgeleiteten Begleitung in der 2. Violine. Die Pendelfigur tritt kurz darauf dominant in Erscheinung, ebenso Motiv 6 im Unisono.
Im ersten Abschnitt der Durchführung wird der Kopf vom ersten Thema intensiv verarbeitet: Ausgehend von F-Dur, rückt Haydn den Themenkopf durch verschiedene Tonarten (z. B. D-Dur, Es-Dur, f-Moll), wobei die Oboen die Figur aus Takt 1 um einen Takt versetzt imitieren. Ab Takt 90 intensiviert sich das Geschehen, als der Themenkopf im Abstand eines halben Taktes versetzt durch die Stimmen wandert inklusive des aus Motiv 5 abgeleiteten „Kontrapunkts“ (gebrochene Akkorde in aufsteigenden Staccato-Vierteln). In Takt 103 bricht die Musik abrupt in D-Dur ab, gefolgt von einer langen Generalpause. Der zweite Abschnitt der Durchführung greift dann das zweite Thema auf: Zunächst von den Streichern in G-Dur ohne Wiederholung vorgetragen, wird es ebenfalls einer mehrstimmigen Verarbeitung unterzogen. Diese Verarbeitung ist zunächst kürzer als die des ersten Themas.
Die Reprise ab Takt 120 beginnt fortissimo mit dem ersten Thema, das nicht wiederholt wird. Im Forte-Block vor dem zweiten Thema ist die gleichmäßige Staccato-Viertelbewegung von Motiv 5 ausgedehnt. Das zweite Thema wird anfangs nur von den Streichern gespielt, in der Wiederholung treten die solistischen Oboen dazu. Der versetzt einsetzende Bass erinnert dabei an die Mehrstimmigkeit der Durchführung. Auch im weiteren Verlauf verarbeitet Haydn das zweite Thema weiter („zweite Durchführung“), indem er die Figur aus dem zweiten Thementakt mit ihren drei Staccato-Vierteln isoliert und die Bewegung pianissimo ins Stocken bringt (Takt 177 bis 188). Ein erneuter mehrstimmiger Ansatz führt zum Fortissimo in Takt 197, das strukturell an Motiv 4 aus Takt 22 erinnert. Die Passage des zweiten Themas ist so von 15 Takten in der Exposition auf (je nach Abgrenzung) 45 Takte in der Reprise ausgedehnt. Die Schlussgruppe ab Takt 206 ist ähnlich wie in der Exposition. Exposition sowie Durchführung und Reprise werden wiederholt.

### Zweiter Satz: Andante sostenuto
F-Dur, 3/8-Takt, 135 Takte
Für den Satz, in dem beide Violinen mit Dämpfer spielen, wird eine dreiteilige Struktur vorgeschlagen (A-B-A´):
Erster Teil A (Takt 1 bis 50):
Die Streicher stellen mit stimmführender 1. Violine das gesangliche, ausholende Hauptthema vor. Es weist eine symmetrische Struktur aus zwei Viertaktern auf. Jeder Viertakter beginnt mit zweifacher Tonrepetition und punktiertem Rhythmus mit Doppelschlag, die übrigen Takte beschreiben eine ausholende, auf- und absteigende Linie. Nach der Wiederholung des Themas folgt ein Zwischenspiel (Takt 9 bis 16), das das Themenmaterial fortspinnt. Anschließend wird das Thema wiederholt, nun mit Beteiligung der Flöte an der Stimmführung (Takt 25 bis 31). Die Wiederholung des Zwischenspiels (nur Streicher) erfolgt dann als verzierte Variante (Takt 32 bis 40). Zum Abschluss des ersten Teils spielt das ganze Orchester nochmals das Thema (Takt 41 bis 47). Zwei Überleitungstakte mit dem Themenkopf unter gehaltenen Bläsernoten leiten zum Mittelteil hin.
Mittelteil B (Takt 51 bis 88):
Der Mittelteil beginnt forte und ist durch die durchlaufende Zweiunddreißigstel-Bewegung gekennzeichnet, die in der zweifach klopfenden Tonrepetition vom Themenanfang ausläuft – hier allerdings in Sechzehnteln und nicht in Achteln. Die Verwandtschaft wird durch echohafte Wiederholung des Klopfmotivs im Pianissimo und den Einschub vom Themenkopf (Takt 59 bis 61) verdeutlicht. Die Passage wird wiederholt, geht aber nach dem Pianissimo-Echo der Tonrepetition in einen Abschnitt über, der das Klopfmotiv erweitert und mit der Zweiunddreißigstel-Bewegung kombiniert. Ab Takt 77 wird der Themenkopf mehrstimmig verarbeitet inklusive kurzer Molltrübung.
Dritter Teil A (Takt 89 bis 153):
Das ganze Orchester spielt forte das Thema mit Triolen-Begleitung in der 2. Violine. Bei der Wiederholung fällt die kurzfristige harmonische Färbung nach Des-Dur auf (Takt 89 bis 104). Anschließend folgt das Zwischenspiel als Variante (Takt 104 bis 112, nur Streicher). Das Thema wird nun wiederholt, in der zweiten Hälfte ist die bisher begleitende Triolenbewegung dominant (Takt 113 bis 120). Nach erneuter mehrstimmiger Passage mit dem Themenkopf wird das Thema zum letzten Mal vollständig gebracht, allerdings am Ende mit auffälliger, unterbrechender Pause in der schließenden Wendung. Der Satz klingt pianissimo mit dem Themenkopf aus.

„Der serenadenhafte Duktus mancher früheren langsamen Sätze erscheint hier gereift und vertieft in einer Sprache von bewegendem Ausdruck (…).“

### Dritter Satz: Menuetto. Allegro
B-Dur, 3/4-Takt, mit Trio 44 Takte
Das achttaktige Hauptthema des Menuetts ist symmetrisch aus zwei Viertaktern mit wiederholter Terzfigur am Anfang aufgebaut. Die parallel geführten Violinen haben die Stimmführung, die übrigen Instrumente begleiten in gleichmäßigen Staccato-Vierteln. Die Melodie fällt durch den Rhythmus auf, der durch den Auftakt sowie den Wechsel von abgesetzter Achtelbewegung und Vierteln entsteht. Die Viertel sind dabei auf der zweiten (normalerweise unbetonten) Taktzeit mit Akzent betont. Insgesamt bekommt das Menuett dadurch und durch die ungewöhnlich „schnelle“ Tempo-Vorschrift „Allegro“ Ähnlichkeiten zum Scherzo. Nach dem durchweg forte gehaltenen ersten Teil setzt der Mittelteil die auftaktige Terzfigur piano fort, wechselt nach vier Takten dann wieder zum Forte, wo nun die abgesetzte Achtelbewegung fortgesponnen wird. In fallender Staccato-Linie endet diese jedoch unerwartet und abrupt im tiefen Fortissimo-F. Anschließend wird der Anfangsteil wieder aufgegriffen.

„Durch das Spiel mit Schwerpunkten – einmal am starken, dann wieder am schwachen Taktteil – hebt Haydn mit geradezu spielerischer Leichtigkeit die Gesetze der „Schwerkraft“ des 3/4 Taktes auf und führt im Menuett dem amüsierten Publikum den unbeholfen wirkenden Tanz einer kleinen Marionette vor.“

Im Trio (ebenfalls B-Dur) spielen Oboen und Fagotte eine ländlerartige, auftaktige Melodie. Die Melodie erinnert mit ihren Wechseln von Vierteln und Achteln sowie der Begleitung in gleichmäßigen Pizzicato-Vierteln an die Struktur des Menuetts.

### Vierter Satz: Finale. Allegro spiritoso
B-Dur, 2/4-Takt, 195 Takte
Das achttaktige Hauptthema mit periodischer Struktur ist durch den Auftakt und die vierfache Tonrepetition gekennzeichnet. Es wird bis Takt 48 von den Streichern piano mit stimmführender 1. Violine mehrfach wiederholt, wobei die Begleitung allmählich immer kleinere Notenwerte bekommt: Anfangs (Takt 1 bis 8) besteht die Begleitung überwiegend aus grundierenden Vierteln, bei der Wiederholung (Takt 9 bis 16) treten drei nachschlagende Achtel dazu. Nach einem „Zwischenspiel“ mit Akzenten sind in der zweiten Themenwiederholung (Takt 25 bis 32) beide Violinen stimmführend, die Begleitung weist neben den drei nachschlagenden Achteln teils auch durchgängige Achtelbewegung auf. Auf die Wiederholung des Zwischenspiels folgt die dritte Themenwiederholung (Takt 41 bis 48) mit durchgehender Achtel- und Sechzehntelbewegung. In der vierten Themenwiederholung (Takt 49 bis 56) ist das ganze Orchester im Forte beteiligt, die Themengestalt ist durch rasante Sechzehntelläufe figuriert. Die virtuosen Sechzehntelläufe bestimmen im Wechsel von Ober- und Unterstimmen auch den anschließenden Forte-Block, der schließlich im Tremolo die Dominante F-Dur erreicht.
Anstelle eines kontrastierenden zweiten Themas setzt piano erneut der Kopf vom ersten Thema in F-Dur an, wechselt aber bereits nach vier Takten wieder zum Forte und wird mit gegenbewegungsartiger Sechzehntelbewegung im Wechsel von Ober- und Unterstimmen kombiniert. Auch die Schlussgruppe greift als „Epigramm“ den Themenkopf über einem Orgelpunkt auf F auf.
Die Durchführung setzt die Struktur vom letzten Forte-Block der Exposition als mehrstimmige Passage fort, indem der versetzt auftretende Themenkopf zusammen mit der gegenstimmenartigen Sechzehntelbewegung durch verschiedene Harmonien geführt wird.
Ohne Zäsur beginnt in Takt 130 piano die Reprise. Das Thema fängt gleich in der Variante mit der Sechzehntelbewegung an, gefolgt vom Zwischenspiel. Die nächste Themenwiederholung wird forte vom ganzen Orchester gespielt, wobei Oboen, Fagott, Viola und Bass stimmführend sind, während Flöte und Violinen eine Gegenbewegung dazu spielen. Das nächste Zwischenspiel ist in Besetzung und Struktur reduziert. Kontrastierend setzt nochmals das Thema forte mit den aufsteigenden Sechzehntelläufen (ähnlich der vierten Wiederholung in der Exposition) an, verliert sich dann aber im Tremolo. Die Schlussgruppe mit dem Orgelpunkt ist codaartig erweitert, ein „zweites Epigramm“ vom Themenkopf – erst in den Bläsern, dann im ganzen Orchester – beendet den Satz. Exposition sowie Durchführung und Reprise werden wiederholt.
Von der Form her weist der Satz Merkmale der Sonatenform wie des Rondos auf. Der Sonatenform entspricht die Dreiteilung in Exposition, Durchführung mit thematischer Verarbeitung und Reprise. An ein Rondo erinnert das wiederholte, refrainartige Wiederauftreten des Hauptthemas.